# Robin Sachs
Robin David Sachs (Londen, 5 februari 1951 – Los Angeles, 1 februari 2013) was een Engelse acteur, werkzaam in het theater en voor televisie en films. Hij stond ook bekend om zijn voice-over in films en videogames.
Sachs, geboren in een theatergezin, studeerde aan de Royal Academy of Dramatic Art in Londen en maakte een carrière in theater en op het scherm, waarbij hij zich opwerkte van ondersteunende rollen in de jaren '70 tot hoofdrollen uit de jaren '80. Hij maakte zijn latere carrière in Amerika en werd bekend vanwege zijn rol van duistere magiër "Ethan Rayne" in de televisieserie Buffy the Vampire Slayer.

## Filmografie
- Vampire Circus (1972)
- Henry VIII and His Six Wives (1972)
- The Disappearance (1977)
- Innocent Adultery (1994)
- The Lost World: Jurassic Park (1997)
- Ravager (1997)
- Galaxy Quest (1999)
- Ocean's Eleven (2001)
- Northfork (2003)
- Megalodon (2004)
- Resident Evil: Damnation (2012), stem

### Televisie
*Exclusief eenmalige optredens
- Love and Mr Lewisham (1972)
- Rob Roy (1977)
- King Richard the Second (1978), televisiefilm
- Chessgame (1983)
- Babylon 5 (1994-1998)
- Buffy the Vampire Slayer (1997-2000)
- Babylon 5: In the Beginning (1998), televisiefilm